# Alannah Myles
Alannah Myles (Toronto, 25 de dezembro de 1958) é uma cantora canadense. Em 1989 ela lançou seu primeiro álbum de título homônimo. Em 1990, "Black Velvet", um single deste álbum, se tornou um grande sucesso, que deu a cantora um Grammy na categoria Best Female Rock Vocal Performance em 1991.

## Discografia

### Álbuns de estúdio
| 1989                                             | Alannah Myles - Data de lançamento: January 1, 1989 - Gravadora: Atlantic Records | 1  | 5 | 3 | 2 | 5 | 1 | 2  | 2  | 1  | - CAN: Diamante - US: Platina - UK: Ouro |
| 1992                                             | Rockinghorse - Data de lançamento: 1992 - Gravadora: Atlantic Records             | 9  | — | — | — | — | — | 23 | 40 | 16 | - CAN: 2× Platina                        |
| 1995                                             | A-lan-nah - Data de lançamento: 1995 - Gravadora: Warner Bros. Records            | 47 | — | — | — | — | — | —  | —  | 40 |                                          |
| 1998                                             | Arrival - Data de lançamento: 1998 - Gravadora: Ark 21 Records                    | —  | — | — | — | — | — | —  | —  | —  |                                          |
| 2008                                             | Black Velvet - Data de lançamento: 2008 - Gravadora: Ark 21 Records               | —  | — | — | — | — | — | —  | —  | —  |                                          |
| "—" demonstra que o álbum não atingiu as paradas |                                                                                   |    |   |   |   |   |   |    |    |    |                                          |

### Compilações
| Ano  | Detalhes                                                                                         |
| ---- | ------------------------------------------------------------------------------------------------ |
| 1999 | Alannah Myles: The Very Best Of - Data de lançamento: 6 de abril de 1999 - Label: Ark 21 Records |

### Singles
| 1989                                                  | "Love Is"                                | 5  | —  | 36 | 19 | — | 61 | 32 | 12 | Alannah Myles                  |
| 1989                                                  | "Black Velvet"                           | 2  | —  | 1  | 1  | 7 | 2  | 3  | 3  | Alannah Myles                  |
| 1990                                                  | "Still Got This Thing"                   | 28 | —  | —  | —  | — | —  | -  | —  | Alannah Myles                  |
| 1990                                                  | "Lover of Mine"                          | 2  | 1  | —  | —  | — | 78 | —  | 47 | Alannah Myles                  |
| 1992                                                  | "Song Instead of a Kiss"                 | 1  | 1  | 60 | —  | — | —  | 32 | —  | Rockinghorse                   |
| 1992                                                  | "Tumbleweed"                             | 51 | —  | —  | —  | — | —  | —  | —  | Rockinghorse                   |
| 1993                                                  | "Our World, Our Times"                   | 27 | —  | —  | —  | — | —  | —  | —  | Rockinghorse                   |
| 1993                                                  | "Living on a Memory"                     | 31 | —  | —  | —  | — | —  | —  | —  | Rockinghorse                   |
| 1993                                                  | "Sonny Say You Will"                     | 23 | 15 | —  | —  | — | —  | —  | —  | Rockinghorse                   |
| 1995                                                  | "Family Secret"                          | 10 | 8  | —  | —  | — | —  | —  | —  | A-lan-nah                      |
| 1996                                                  | "Blow Wind Blow"                         | 64 | 11 | —  | —  | — | —  | —  | —  | A-lan-nah                      |
| 1996                                                  | "You Love Who You Love"                  | —  | —  | —  | —  | — | —  | —  | —  | Two If By Sea (trilha sonora)  |
| 1997                                                  | "Bad 4 You"                              | 45 | —  | —  | —  | — | —  | —  | —  | Arrival                        |
| 1997                                                  | "What Are We Waiting For? (com Zucchero) | —  | —  | —  | —  | — | —  | —  | —  | Prince Valiant (trilha sonora) |
| 2000                                                  | "Like Flames"                            | —  | —  | —  | —  | — | —  | —  | —  | Não lançada em álbuns          |
| 2008                                                  | "Comment Ca Va"                          | -  | -  | -  | -  | - | -  | -  | -  | Black Velvet                   |
| "—" demonstra de que o single não atingiu as paradas. |                                          |    |    |    |    |   |    |    |    |                                |